# Indianapolis Colts 2021
La stagione 2021 degli Indianapolis Colts è stata la 69ª della franchigia nella National Football League, la 38ª ad Indianapolis, la quarta con Frank Reich come capo-allenatore e la quinta sotto la dirigenza del general manager Chris Ballard.
A causa della sconfitta nel dodicesimo turno contro i Tampa Bay Buccaneers, I Colts non riuscirono a migliorare il bilancio di 11–5 della stagione precedente. Risultato di una clamorosa sconfitta nell'ultima gara di stagione regolare per 11–26 contro i Jacksonville Jaguars, ultimi in classifica nella AFC, i Colts non riuscirono a qualificarsi per i play-off, terminando la stagione con un bilancio di 9–8.

## Mercato giocatori

### Free agent

#### Unrestricted
| Giocatore          | Ruolo | Squadra nel 2021    | Data della firma | Contratto             |
| ------------------ | ----- | ------------------- | ---------------- | --------------------- |
| Denico Autry       | DT    | Tennessee Titans    | 18 marzo 2021    | 3 anni/$21,5 milioni  |
| Jacoby Brissett    | QB    | Miami Dolphins      | 18 marzo 2021    | 1 anno/$5 milioni     |
| Trey Burton        | TE    |                     |                  |                       |
| T.J. Carrie        | CB    | Indianapolis Colts  | 18 aprile 2021   | 1 anno/$2,085 milioni |
| Le'Raven Clark     | OT    | Philadelphia Eagles | 19 maggio 2021   | 1 anno/$1,065 milioni |
| Chaz Green         | G     | Pittsburgh Steelers | 20 luglio 2021   | 1 anno/$990.000       |
| T.Y. Hilton        | WR    | Indianapolis Colts  | 24 marzo 2021    | 1 anno/$8 milioni     |
| Malik Hooker       | S     | Dallas Cowboys      | 27 luglio 2021   | 1 anno/$920.000       |
| Justin Houston     | DE    | Baltimore Ravens    | 31 luglio 2021   | 1 anno/$2,075 milioni |
| Joey Hunt          | C     | Indianapolis Colts  | 29 marzo 2021    | 1 anno/$990.000       |
| Marlon Mack        | RB    | Indianapolis Colts  | 23 marzo 2021    | 1 anno/$2 milioni     |
| Al-Quadin Muhammad | DE    | Indianapolis Colts  | 1º aprile 2021   | 1 anno/$990.000       |
| Xavier Rhodes      | CB    | Indianapolis Colts  | 20 marzo 2021    | 1 anno/$4,77 milioni  |
| Anthony Walker Jr. | LB    | Cleveland Browns    | 19 marzo 2021    | 1 anno/$3 milioni     |
| Tavon Wilson       | S     | San Francisco 49ers | 22 marzo 2021    | 1 anno/$1,12 milioni  |

#### Restricted
| Giocatore    | Ruolo | Squadra nel 2021   | Data della firma | Contratto             |
| ------------ | ----- | ------------------ | ---------------- | --------------------- |
| Mo Alie-Cox  | TE    | Indianapolis Colts | 3 maggio 2021    | 1 anno/$3,384 milioni |
| George Odum  | S     | Indianapolis Colts | 19 aprile 2021   | 1 anno/$2,133 milioni |
| Zach Pascal  | WR    | Indianapolis Colts | 19 aprile 2021   | 1 anno/$3,384 milioni |
| Tremon Smith | CB    | Houston Texans     | 15 marzo 2021    | 1 anno/$1,11 milioni  |

### Arrivi
| Giocatore        | Ruolo | Squadra precedente   | Data della firma  | Contratto            |
| ---------------- | ----- | -------------------- | ----------------- | -------------------- |
| Andrew Brown     | DT    | Houston Texans       | 17 marzo 2021     | 1 anno/$850.000      |
| Isaac Rochell    | DE    | Los Angeles Chargers | 22 marzo 2021     | 1 anno/$1,25 milioni |
| Sam Tevi         | OT    | Los Angeles Chargers | 24 marzo 2021     | 1 anno/$2,51 milioni |
| Julién Davenport | OT    | Miami Dolphins       | 29 marzo 2021     | 1 anno/$1,12 milioni |
| Sean Davis       | S     | Pittsburgh Steelers  | 1º aprile 2021    | 1 anno/$1,12 milioni |
| Chris Reed       | G     | Carolina Panthers    | 1º aprile 2021    | 1 anno/$1,12 milioni |
| Malik Jefferson  | LB    | Los Angeles Chargers | 5 maggio 2021     | 1 anno/$920.000      |
| Antwaun Woods    | DT    | Dallas Cowboys       | 11 maggio 2021    | 1 anno/$920.000      |
| Eric Fisher      | OT    | Kansas City Chiefs   | 12 maggio 2021    | 1 anno/$9,4 milioni  |
| Eddy Piñeiro     | K     | Chicago Bears        | 17 maggio 2021    | 1 anno/$720.000      |
| Damontre Moore   | DE    | Seattle Seahawks     | 28 luglio 2021    | 1 anno/$990.000      |
| Holton Hill      | CB    | Minnesota Vikings    | 29 luglio 2021    | 1 anno/$850.000      |
| Brett Hundley    | QB    | Arizona Cardinals    | 31 luglio 2021    | 1 anno/$990.000      |
| Joey Ivie        | DT    | Cleveland Browns     | 31 luglio 2021    | 1 anno/$850.000      |
| Graham Adomitis  | TE    |                      | 8 agosto 2021     | 1 anno/$660.000      |
| Curtis Bolton    | LB    | Houston Texans       | 10 agosto 2021    | 1 anno/$780.000      |
| Andrew Vollert   | TE    | Indianapolis Colts   | 26 agosto 2021    | 1 anno/$660.000      |
| Kahale Warring   | TE    | New England Patriots | 28 agosto 2021    |                      |
| Thakarius Keyes  | CB    | Kansas City Chiefs   | 1º settembre 2021 |                      |
| Chris Wilcox     | CB    | Tampa Bay Buccaneers | 1º settembre 2021 | 1 anno/$156.000      |

|  | Indica che il giocatore era free agent al termine della stagione 2020 della squadra di cui faceva parte. |

### Svincolati
| Giocatore         | Ruolo | Squadra nel 2021         | Data dello svincolo |
| ----------------- | ----- | ------------------------ | ------------------- |
| Elijah Nkansah    | OT    | Tennessee Titans         | 28 aprile 2021      |
| Casey Tucker      | OT    | Philadelphia Eagles      | 28 aprile 2021      |
| Austin Rehkow     | P     |                          | 28 aprile 2021      |
| Paul Perkins      | RB    |                          | 3 maggio 2021       |
| Will Sunderland   | CB    | Seattle Seahawks         | 6 maggio 2021       |
| Anthony Butler    | LB    |                          | 11 maggio 2021      |
| Sam Jones         | G     | Atlanta Falcons          | 12 maggio 2021      |
| Roderic Teamer    | CB    | Las Vegas Raiders        | 14 maggio 2021      |
| Rolan Milligan    | S     |                          | 6 agosto 2021       |
| Jalen Morton      | QB    |                          | 6 agosto 2021       |
| Gary Jennings Jr. | WR    |                          | 8 agosto 2021       |
| Jake Benzinger    | OT    | Tampa Bay Buccaneers     | 10 agosto 2021      |
| Graham Adomitis   | TE    |                          | 17 agosto 2021      |
| Darius Anderson   | RB    |                          | 17 agosto 2021      |
| Joey Ivie         | DT    | Buffalo Bills            | 23 agosto 2021      |
| Andrew Vollert    | TE    |                          | 23 agosto 2021      |
| Eddy Piñeiro      | K     | Washington Football Team | 24 agosto 2021      |
| Tarik Black       | WR    | Indianapolis Colts       | 31 agosto 2021      |
| Curtis Bolton     | LB    | San Francisco 49ers      | 31 agosto 2021      |
| Andrew Brown      | DT    | Tennessee Titans         | 31 agosto 2021      |
| Anthony Chesley   | CB    | Indianapolis Colts       | 31 agosto 2021      |
| Kameron Cline     | DT    | Indianapolis Colts       | 31 agosto 2021      |
| Shawn Davis       | S     |                          | 31 agosto 2021      |
| Jake Eldrenkamp   | G     |                          | 31 agosto 2021      |
| Farrod Green      | TE    | Indianapolis Colts       | 31 agosto 2021      |
| DeMichael Harris  | WR    | Indianapolis Colts       | 31 agosto 2021      |
| Holton Hill       | CB    |                          | 31 agosto 2021      |
| Deon Jackson      | RB    |                          | 31 agosto 2021      |
| Malik Jefferson   | LB    | Indianapolis Colts       | 31 agosto 2021      |
| Isaiah Kaufusi    | LB    |                          | 31 agosto 2021      |
| Benny LeMay       | RB    |                          | 31 agosto 2021      |
| Carter O'Donnell  | OT    | Indianapolis Colts       | 31 agosto 2021      |
| Tyler Vaughns     | WR    | Indianapolis Colts       | 31 agosto 2021      |
| Kahale Warring    | TE    | Buffalo Bills            | 31 agosto 2021      |

### Scambi
- 17 marzo 2021: i Colts cedettero la loro scelta nel terzo giro del Draft NFL 2021 e la loro scelta condizionale nel secondo giro del Draft NFL 2022 ai Philadelphia Eagles in cambio del quarterback Carson Wentz[87].
- 31 agosto 2021: i Colts cedettero la loro scelta nel sesto giro del Draft NFL 2022 ai Philadelphia Eagles in cambio dell'offensive tackle Matt Pryor e la scelta nel settimo giro di questi ultimi[88].

## Scelte nel Draft 2021
| Scelte dei Colts nel Draft 2021 |        |                |       |            |                                       |
| Giro                            | Scelta | Giocatore      | Ruolo | College    | Note                                  |
| 1                               | 21     | Kwity Paye     | DE    | Michigan   |                                       |
| 2                               | 54     | Dayo Odeyingbo | DE    | Vanderbilt |                                       |
| 4                               | 127    | Kylen Granson  | TE    | SMU        |                                       |
| 5                               | 165    | Shawn Davis    | S     | Florida    |                                       |
| 6                               | 218    | Sam Ehlinger   | QB    | Texas      | Da New Orleans (scelta compensatoria) |
| 7                               | 229    | Mike Strachan  | WR    | Charleston | Da Jacksonville tramite New Orleans   |
| 7                               | 248    | Will Fries     | G     | Penn State |                                       |

- I Colts cedettero la loro scelta nel 6º giro (206ª assoluta) ai Saints in cambio della scelta nel 6º giro (218ª assoluta) e la scelta nel 7º giro (229ª assoluta) di questi ultimi.

### Undrafted free agent
| Undrafted free agent dei Colts nel 2021 |       |         |        |
| Giocatore                               | Ruolo | College | Fonte  |
| Tarik Black                             | WR    | Texas   | [ 89 ] |
| Anthony Butler                          | LB    | Liberty | [ 89 ] |
| Deon Jackson                            | RB    | Duke    | [ 89 ] |
| Isaiah Kaufusi                          | LB    | BYU     | [ 89 ] |
| Tyler Vanghns                           | WR    | USC     | [ 89 ] |

## Staff
| Staff degli Indianapolis Colts |
| --- |
| Organi dirigenziali - Proprietario – Jim Irsay - General manager – Chris Ballard - Assistente del general manager – Ed Dodds - Direttore dell'organico giocatori – Kevin Rogers Jr. - Direttore sportivo – Mike Bluem - Direttore degli osservatori del college – Morocco Brown - Direttore del personale sportivo – Jon Shaw - Assistente del direttore degli osservatori del college – Matt Terpening - Osservatore senior – Todd Vasvari - Direttore dello sviluppo giocatori – Brian Decker Capo allenatore - Capo-allenatore – Frank Reich - Assistente al capo-allenatore/controllo qualità dell'attacco – Tyler Boyles Altri allenatori - Preparatore atletico – Richard Howell - Direttore della performance sportiva – Rusty Jones - Scienze motorie/preparazione atletica – Doug McKenney - Assistente p.a. – Zane Fakes Allenatori dell'attacco - Coordinatore offensivo – Marcus Brady - Quarterback – Scott Milanovich - Assistente quarterback – Parks Frazier - Running back – Scottie Montgomery - Wide receiver – Reggie Wayne - Tight end – Klayton Adams - Offensive line – Chris Strausser - Assistente offensive line – Kevin Mawae - Controllo qualità dell'attacco – Brian Bratton Allenatori della difesa - Coordinatore difensivo – Gus Bradley - Defensive line – Nate Ollie - Assistente speciale della difesa/assistente defensive line – Matt Raich - Linebacker – Richard Smith - Assistente linebacker – Cato June - Defensive back – Ron Milus - Assistente defensive back – Mike Mitchell - Assistente difensivo senior – John Fox Allenatori dello special team - Coordinatore dello special team – Raymond Ventrone - Assistente dello special team – Joe Hastings |

## Roster
| Roster degli Indianapolis Colts nel 2021 |
| --- |
| Quarterback - 2 Carson Wentz - 4 Sam Ehlinger Running Back - 28 Jonathan Taylor - 21 Nyheim Hines PR - 35 Deon Jackson - 25 Marlon Mack Wide Receiver - 13 T.Y. Hilton - 11 Michael Pittman - 14 Zach Pascal - 16 Ashton Dulin - 1 Parris Campbell - 10 Dezmon Patmon - 17 Michael Strachan Tight End - 84 Jack Doyle - 81 Mo Alie-Cox - 83 Kylen Granson Offensive Linemen - 79 Eric Fisher T - 73 Julién Davenport T - 72 Braden Smith T - 69 Matt Pryor T - 56 Quenton Nelson G - 64 Mark Glowinski G - 62 Chris Reed G - 75 Will Fries G - 78 Ryan Kelly C - 63 Danny Pinter C Defensive Linemen - 97 Al-Quadin Muhammad DE - 51 Kwity Paye DE - 52 Ben Banogu DE - 57 Kemoko Turay DE - 91 Isaac Rochell DE - 54 Dayo Odeyingbo DE - 99 DeForest Buckner DT - 90 Grover Stewart DT - 95 Taylor Stallworth DT - 66 Chris Williams DT Linebacker - 53 Darius Leonard OLB - 45 E.J. Speed OLB - 49 Matthew Adams OLB - 59 Jordan Glasgow OLB - 58 Bobby Okereke MLB - 44 Zaire Franklin MLB Defensive Back - 23 Kenny Moore CB - 26 Rock Ya-Sin CB - 27 Xavier Rhodes CB - 34 Isaiah Rodgers CB/KR - 38 T.J. Carrie CB - 47 Anthony Chesley CB - 37 Khari Willis SS - 30 George Odum SS - 41 Jaheel Addae S - 29 Will Redmond S Special Team - 46 Luke Rhodes LS - 8 Rigoberto Sanchez P - 6 Michael Badgley K Lista delle riserve - 32 Julian Blackmon FS (IR) - 3 Rodrigo Blankenship K (IR) - -- Quartney Davis WR (IR) - 94 Tyquan Lewis DE (IR) - 55 Skai Moore LB (IR) - 48 Nick Nelson CB (IR) - 42 Andrew Sendejo FS (COVID-19) - 71 Sam Tevi OT (IR) - 93 Robert Windsor DT (IR) - 96 Antwaun Woods DT (IR) Squadra di allenamento - 36 Ibraheim Campbell S (Practice squad/Injured) - 92 Kameron Cline DT - 76 Shon Coleman OT - 15 Keke Coutee WR - 86 Farrod Green TE - -- Da'Shawn Hand DE - 12 DeMichael Harris WR - 5 Brett Hundley QB - 80 Michael Jacobson TE - 9 James Morgan QB - 61 Carter O'Donnell OT - 33 Brian Poole CB - 36 D.J. Swearinger S - 39 Marvell Tell CB (Practice squad/Injured) - 40 Chris Wilcox CB - 85 Eli Wolf TE Roster aggiornato al 8 gennaio 2022 55 attivi, 10 inattivi, 17 nella squadra di allenamento |
| Legenda - I rookie sono in corsivo. - Il primo ruolo è il principale mentre gli eventuali successivi indicano i ruoli secondari. - (IR) sta per Injured Reserve ed indica la lista ristretta per un solo giocatore infortunato che può tornare ad allenarsi dopo la settimana 6 e a rientrare in prima squadra dopo che questa ha giocato 8 partite. - (NF-Inj.) / (NF-Ill.) stanno rispettivamente per Non-Football Injured e Non-Football Illness ed indicano le liste dove viene inserito un giocatore che ha un infortunio o una malattia non dipendente dal football americano. - (PUP) sta per Physically Unable to Perform ed indica la lista dove viene inserito un giocatore mentre è in attesa di recuperare la condizione fisica. Nella stagione regolare dopo la sesta partita giocata dalla propria squadra, il giocatore ha tempo tre settimane per riprendere ad allenarsi, più tre settimane aggiuntive dal suo rientro agli allenamenti per rientrare in prima squadra. |

## Precampionato
| Precampionato |       |                      |           |        |                   |      |         |
| Settimana     | Data  | Avversario           | Risultato | Record | Stadio            | TV   | Sintesi |
| 1             | 15/08 | Carolina Panthers    | V 21–18   | 1–0    | Lucas Oil Stadium | WXIN | Sintesi |
| 2             | 21/08 | at Minnesota Vikings | V 12–10   | 2–0    | U.S. Bank Stadium | WXIN | Sintesi |
| 3             | 27/08 | at Detroit Lions     | V 27–17   | 3–0    | Ford Field        | WXIN | Sintesi |

## Stagione regolare

### Calendario
Il calendario della stagione regolare 2021 fu annunciato il 12 maggio 2021.
| Stagione regolare |                     |                         |                     |                     |                     |                     |                     |
| Settimana         | Data                | Avversario              | Risultato           | Record              | Stadio              | Sintesi             |                     |
| 1                 | 12/09               | Seattle Seahawks        | S 16–28             | 0–1                 | Lucas Oil Stadium   | Sintesi             |                     |
| 2                 | 19/09               | Los Angeles Rams        | S 24–27             | 0–2                 | Lucas Oil Stadium   | Sintesi             |                     |
| 3                 | 26/09               | at Tennessee Titans     | S 16–25             | 0–3                 | Nissan Stadium      | Sintesi             |                     |
| 4                 | 03/10               | at Miami Dolphins       | V 27–17             | 1–3                 | Hard Rock Stadium   | Sintesi             |                     |
| 5                 | 11/10               | at Baltimore Ravens     | S 25–31 (OT)        | 1–4                 | M&T Bank Stadium    | Sintesi             |                     |
| 6                 | 17/10               | Houston Texans          | V 31–3              | 2–4                 | Lucas Oil Stadium   | Sintesi             |                     |
| 7                 | 24/10               | at San Francisco 49ers  | V 30–18             | 3–4                 | Levi's Stadium      | Sintesi             |                     |
| 8                 | 31/10               | Tennessee Titans        | S 31–34 (OT)        | 3–5                 | Lucas Oil Stadium   | Sintesi             |                     |
| 9                 | 04/11               | New York Jets           | V 45–30             | 4–5                 | Lucas Oil Stadium   | Sintesi             |                     |
| 10                | 14/11               | Jacksonville Jaguars    | V 23–17             | 5–5                 | Lucas Oil Stadium   | Sintesi             |                     |
| 11                | 21/11               | at Buffalo Bills        | V 41–15             | 6–5                 | Highmark Stadium    | Sintesi             |                     |
| 12                | 28/11               | Tampa Bay Buccaneers    | S 31–38             | 6–6                 | Lucas Oil Stadium   | Sintesi             |                     |
| 13                | 05/12               | at Houston Texans       | V 31–0              | 7–6                 | NRG Stadium         | Sintesi             |                     |
| 14                | Settimana di riposo | Settimana di riposo     | Settimana di riposo | Settimana di riposo | Settimana di riposo | Settimana di riposo | Settimana di riposo |
| 15                | 18/12               | New England Patriots    | V 27–17             | 8–6                 | Lucas Oil Stadium   | Sintesi             |                     |
| 16                | 25/12               | at Arizona Cardinals    | V 22–16             | 9–6                 | State Farm Stadium  | Sintesi             |                     |
| 17                | 02/01               | Las Vegas Raiders       | S 20–23             | 9–7                 | Lucas Oil Stadium   | Sintesi             |                     |
| 18                | 09/01               | at Jacksonville Jaguars | S 11–26             | 9–8                 | TIAA Bank Field     | Sintesi             |                     |

Note:
- Gli avversari della propria division sono in grassetto.

### Riassunti delle partite

#### Settimana 1: vs. Seattle Seahawks
| Arbitro: | Tony Corrente |

| |            | |
| T. Lockett 1':26" Q1 (TD) ricezione da 23 yd J. Myers 1':26" Q1 (pat) G. Everett 11':22" Q2 (TD) ricezione da 9 yd J. Myers 11':22" Q2 (pat) T. Lockett 0':41" Q2 (TD) ricezione da 69 yd J. Myers 0':41" Q2 (pat) D. Metcalf 6':41" Q4 (TD) ricezione da 15 yd J. Myers 6':41" Q4 (pat) | Marcatori  | R. Blankenship 5':41" Q1 (FG) 21 yd Z. Pascal 7':04" Q2 (TD) ricezione da 10 yd R. Blankenship 7':04" Q2 (pat) Z. Pascal 7':04" Q4 (TD) ricezione da 11 yd |
| Pete Carroll | Allenatori | Frank Reich |

#### Settimana 2: vs. Los Angeles Rams
| Arbitro: | Shawn Smith |

| |            | |
| C. Kupp 3':18" Q1 (TD) ricezione da 16 yd M. Gay 3':18" Q1 (pat) M. Gay 1':51" Q2 (FG) 34 yd D. Anderson 11':36" Q3 (TD) corsa da 2 yd M. Gay 11':36" Q3 (pat) C. Kupp 12':09" Q4 (TD) ricezione da 10 yd M. Gay 12':09" Q4 (pat) M. Gay 2':23" Q4 (FG) 38 yd | Marcatori  | R. Blankenship 14':52" Q2 (FG) 48 yd R. Blankenship 0':00" Q2 (FG) 46 yd Z. Pascal 3':43" Q3 (TD) ricezione da 8 yd J. Doyle 3':43" Q3 (tpc) A. Dulin 14':12" Q4 (TD) fumble recuperato nella end zone R. Blankenship 14':12" Q4 (pat) R. Blankenship 7':22" Q4 (FG) 35 yd |
| Sean McVay | Allenatori | Frank Reich |

#### Settimana 3: at Tennessee Titans
| Arbitro: | Bill Vinovich |

| |            | |
| N. Hines 10':19" Q2 (TD) corsa da 9 yd R. Blankenship 10':19" Q2 (pat) R. Blankenship 0':00" Q2 (FG) 43 yd R. Blankenship 6':26" Q3 (FG) 28 yd R. Blankenship 10':20" Q4 (FG) 24 yd | Marcatori  | C. Rogers 6':34" Q1 (TD) ricezione da 6 yd R. Bullock 6':34" Q1 (pat) N. Westbrook-Ikhine 5':56" Q2 (TD) ricezione da 18 yd R. Bullock 5':56" Q2 (pat) J. McNichols 12':56" Q4 (TD) ricezione da 10 yd D. Henry 15':56" Q4 (tpc) R. Bullock 2':58" Q4 (FG) 32 yd |
| Frank Reich | Allenatori | Mike Vrabel |

#### Settimana 4: at Miami Dolphins
| Arbitro: | Alex Kemp |

| |            | |
| J. Taylor 2':47" Q2 (TD) corsa da 23 yd R. Blankenship 2':47" Q2 (pat) M. Alie-Cox 8':29" Q3 (TD) ricezione da 3 yd R. Blankenship 8':29" Q3 (pat) R. Blankenship 0':54" Q3 (FG) 34 yd R. Blankenship 13':17" Q4 (FG) 43 yd M. Alie-Cox 6':15" Q4 (TD) ricezione da 11 yd R. Blankenship 6':15" Q4 (pat) | Marcatori  | J. Sanders 9':54" Q1 (FG) 38 yd M. Gesicki 10':40" Q4 (TD) ricezione da 1 yd J. Sanders 10':40" Q4 (pat) D. Parker 4':24" Q4 (TD) ricezione da 3 yd J. Sanders 4':24" Q4 (pat) |
| Frank Reich | Allenatori | Brian Flores |

#### Settimana 5: at Baltimore Ravens
| Arbitro: | Land Clark |

| |            | |
| J. Taylor 12':59" Q1 (TD) ricezione da 76 yd R. Blankenship 12':59" Q1 (pat) R. Blankenship 0':00" Q2 (FG) 37 yd M. Pittman Jr. 13':59" Q3 (TD) ricezione da 42 yd J. Taylor 3':06" Q3 (TD) corsa da 4 yd R. Blankenship 12':00" Q4 (FG) 43 yd | Marcatori  | J. Tucker 1':36" Q2 (FG) 23 yd M. Brown 0':56" Q3 (TD) ricezione da 43 yd M. Andrews 9':38" Q4 (TD) ricezione da 5 yd M. Andrews 9':38" Q4 (tpc) M. Andrews 0':39" Q4 (TD) ricezione da 4 yd M. Andrews 0':39" Q4 (tpc) M. Brown 5':24" (OT) (TD) ricezione da 5 yd |
| Frank Reich | Allenatori | John Harbaugh |

#### Settimana 6: vs. Houston Texans
| Arbitro: | Jerome Boger |

|                                       |            | |
| Ka'imi Fairbairn 6':16" Q2 (FG) 31 yd | Marcatori  | P. Campbell 1':52" Q1 (TD) ricezione da 51 yd M. Badgley 1':52" Q1 (pat) M. Badgley 12':59" Q2 (FG) 41 yd M. Alie-Cox 11':50" Q3 (TD) ricezione da 28 yd M. Badgley 11':50" Q3 (pat) J. Taylor 6':37" Q3 (TD) corsa da 4 yd M. Badgley 6':37" Q3 (pat) J. Taylor 4':47" Q4 (TD) corsa da 11 yd M. Badgley 4':47" Q4 (pat) |
| David Culley                          | Allenatori | Frank Reich |

#### Settimana 7: at San Francisco 49ers
| Arbitro: | Craig Wrolstad |

| |            | |
| M. Alie-Cox 5':15" Q1 (TD) ricezione da 11 yd M. Badgley 5':15" Q1 (pat) C. Wentz 1':00" Q2 (TD) corsa da 1 yd J. Taylor 3':45" Q3 (TD) corsa da 5 yd M. Badgley 3':45" Q3 (pat) M. Badgley 7':00" Q4 (FG) 42 yd M. Pittman Jr. 2':49" Q4 (TD) ricezione da 28 yd M. Badgley 2':49" Q4 (pat) | Marcatori  | E. Mitchell 10':12" Q1 (TD) ricezione da 14 yd J. Slye 8':08" Q1 (FG) 34 yd J. Slye 2':27" Q1 (FG) 56 yd D. Samuel 13':07" Q4 (TD) ricezione da 14 yd |
| Frank Reich | Allenatori | Kyle Shanahan |

## Premi

### Premi settimanali e mensili
- Rigoberto Sanchez:

giocatore degli special team della AFC della settimana 4
giocatore degli special team della AFC della settimana 7
- Jonathan Taylor:

running back della settimana 6
giocatore offensivo della AFC del mese di ottobre
running back della settimana 10
giocatore offensivo della AFC della settimana 11
giocatore offensivo della AFC del mese di novembre
running back della settimana 13
running back della settimana 15
- E.J. Speed

giocatore degli special team della AFC della settimana 10
- Shaquille Leonard

difensore della AFC della settimana 15